# Редклиф
Редклиф (на английски: Redcliffe) е жилищно предградие на Региона на залива Мортън, в североизточната част на полустров Редклиф, на 30 км североизточно от Бризбейн (административният център на Куинсленд). Той обслужва нуждите на Централния бизнес район на Редклифския полуостров и пограничните предградия. Населението му е 10 487 жители (по приблизителна оценка за 2017 г.).
Редклиф е една от статистическите единици на Бризбейн.
Градът намира корените на името си от „Ред Клиф Пойнт“ (Точката на червената скала), наречен така от изследователя Джон Оксли. Редклиф е първата колония на Куинсленд, от 1824 година, но скоро след това е изместена от Бризбейн.
От 80-те години на 19 век нататък, Редклиф е търсен крайморски курорт, поради близостта му с Бризбейн.
Той е обслужван от малко летище, разположено на 4.6 km северозападно от Редклиф, в предградието Ротуел.
Преди заселването на европейците, полуостровът е населен от местните народи Нинги Нинги. Местното име е Кау-ин-Кау-ин, превеждащо се като Кръв-Кръв (червеникава кръв).